# Mohamed Malallah
Mohamed Malallah (en árabe: محمد مال الله حسن مال الله‎; Khor Fakkan, Emiratos Árabes Unidos, 1 de abril de 1984) es un exfutbolista de los Emiratos Árabes Unidos que jugaba en la posición de delantero.

## Carrera

### Club
| Periodo   | Club                           |
| --------- | ------------------------------ |
| 2005–2009 | Al Khaleej Club                |
| 2009–2011 | Al-Nasr SC                     |
| 2011      | Al-Ittihad Kalba SC            |
| 2011–2013 | Al Ain FC                      |
| 2013      | → Al-Ittihad Kalba SC (cedido) |
| 2013–2014 | Al-Shaab CSC                   |
| 2014–2016 | Emirates Club                  |
| 2016–2018 | Hatta Club                     |
| 2018–2019 | Dibba Al-Hisn SC               |
| 2019–2020 | Khor Fakkan Club               |

### Selección nacional
Jugó para Emiratos Árabes Unidos en siete ocasiones de 2004 a 2005, participó en la Copa Mundial de Fútbol Sub-20 de 2003 y en la Copa Asiática 2004.

## Logros
- UAE Pro League (1): 2011-12
- Supercopa de los Emiratos Árabes Unidos (1): 2012